# Sergio Bergonzelli
Sergio Bergonzelli, noto anche con lo pseudonimo di Siro Carme (Alba, 25 agosto 1924 – Roma, 24 settembre 2002), è stato un attore, regista e sceneggiatore italiano, particolarmente attivo nel cinema di genere italiano, soprattutto nei filoni western ed erotico.

## Biografia

### Attore
Laureato in Filosofia, Sergio Bergonzelli esordisce nel 1952 come attore, usando inizialmente lo pseudonimo di Siro Carme. Quest'anno segna l'uscita di ben 4 film: La storia del fornaretto di Venezia  diretto da Giacinto Solito, film storico, La cieca di Sorrento  diretto da Giacomo Gentilomo, regista di questa rivisitazione del celebre romanzo dello scrittore Francesco Mastriani e infine Io, Amleto , una commedia di Giorgio Simonelli definita dalla critica "una parodia shakespeariana piuttosto fiacca e di dubbio gusto"  e infine lo stesso anno con Il brigante di Tacca del Lupo di Pietro Germi.
Il 1953 segna per Bergonzelli un intensificarsi della propria carriera di attore con l'uscita di 6 film, ovvero Terra straniera, film drammatico di Sergio Corbucci, Prima di sera, commedia di Piero Tellini, Non è mai troppo tardi, film allegorico di Filippo Walter Ratti, Passione, film drammatico di Max Calandri, La figlia del reggimento, allegra commedia diretta da Tullio Covaz, Géza von Bolváry e Cristo è passato sull'aia, dramma di Oreste Palella.
Il 1954 si apre con la partecipazione al film drammatico Il prigioniero del re, collaborazione italo-francese di Giorgio Rivalta e Richard Pottier, lo stesso anno compare in un altro film dal titolo Addio, mia bella signora! di Fernando Cerchio.
Dopo due anni di assenza dalle pellicole cinematografiche lo rivediamo nel 1957 con i suoi due ultimi film come attore, Il momento più bello diretto da Luciano Emmer dove veste i panni del sig. Mancini, e Giovanni dalle Bande Nere  film storico di Sergio Grieco.

### Regista e sceneggiatore
Il 1957 segna la fine definitiva dell'attività di attore, ma apre a Bergonzelli le porte della carriera di regista, infatti nel 1960 realizza il suo primo film sia come regista che come sceneggiatore (ruolo che ricoprirà in molte altre produzioni) con la pellicola Gli avventurieri dei tropici.
Nel 1964 Bergonzelli firma un altro film, Jim il primo  un western con Ketty Carver, definito dalla critica come il primo film western all'italiana, antecedente anche al capolavoro di Sergio Leone Per un pugno di dollari.
Nel 1965 è nuovamente regista e sceneggiatore (partecipazione alla sceneggiatura di Bitto Albertini) con Uno straniero a Sacramento, un western definito dalla critica privo di particolari meriti. Sempre nello stesso anno, il regista-attore produce un altro film, sempre firmandone la sceneggiatura, e sempre con Bitto Albertini, MMM 83 - Missione morte molo 83 , cambiando completamente genere. Una particolarità di Sergio Bergonzelli è appunto la grande variazione di generi, sia come attore che come regista.
Nel 1966 torna al genere western con la realizzazione di El Cisco, che vede come protagonista William Berger, anche in questo caso Bergonzelli si occupa personalmente della sceneggiatura. Nel periodo tra il 1965 e il 1975 il mondo cinematografico vedrà una grande diffusione del genere western, Bergonzelli non si sottrae alla tendenza e firma ancora un film western: Una colt in pugno al diavolo.
Il 1968 segna con Silvia e l'amore l'esordio di Bergonzelli con il genere che lo accompagnerà per quasi tutto il resto della carriera, l'erotico. Lo stesso anno produce un altro film sempre a sfondo erotico con taglio pseudo documentaristico: Le 10 meraviglie dell'amore.
Nel 1969 realizza il film d'avventura I disperati di Cuba, l'anno seguente invece firma un mediocre film giallo-erotico dal titolo Nelle pieghe della carne da questo momento in poi, fino al 1990, Bergonzelli produrrà solo film erotici.
Nel 1971 il film drammatico (con molte scene erotiche) Io Cristiana studentessa degli scandali viene firmato e sceneggiato da Sergio, l'anno seguente è il protagonista della sceneggiatura di un western che dalla critica risulta monotono, Su le mani cadavere! Sei in arresto.
Nel 1973 realizza ancora un b-movie a sfondo erotico questa volta inframezzato a temi religiosi, spregiudicato per l'accostamento dei temi ma nel contempo moralista, Cristiana monaca indemoniata . Dopo la realizzazione di questo film Bergonzelli esce di scena per circa due anni, torna nel 1975 con la commedia erotica La cognatina. Nel 1976 realizza il film erotico Taxi Love, servizio per signora. Riprende così la carriera di Bergonzelli, che lo stesso anno dirige La sposina, e Il compromesso... erotico. Il suo ultimo film è Malizia oggi del 1990 dove compare come attrice anche la pornostar Valentine Demy.

## Filmografia

### Attore
- Il brigante di Tacca del Lupo, regia di Pietro Germi (1952)
- La storia del fornaretto di Venezia, regia di Giacinto Solito (1952)
- Io, Amleto, regia di Giorgio Simonelli (1952)
- Terra straniera, regia di Sergio Corbucci (1952)
- La cieca di Sorrento, regia di Giacomo Gentilomo (1953)
- Non è mai troppo tardi, regia di Filippo Walter Ratti (1953)
- Una donna prega, regia di Anton Giulio Majano (1953)
- La figlia del reggimento (Die Tochter der Kompanie), regia di Géza von Bolváry (1953)
- Passione, regia di Max Calandri (1953)
- Cristo è passato sull'aia, regia di Oreste Palella (1953)
- Gran varietà, regia di Domenico Paolella (1954)
- Il prigioniero del re, regia di Giorgio Venturini (1954)
- Addio mia bella signora, regia di Fernando Cerchio (1954)
- Giovanni dalle bande nere, regia di Sergio Grieco (1956)
- Il momento più bello, regia di Luciano Emmer (1957)
- Amarsi?... che casino! (Et la tendresse?... Bordel!), regia di Patrick Schulmann (1979)
- Pasiones desenfrenadas, regia di Zacarías Urbiola (1981)
- Sick-o-pathics, regia di Brigida Costa e Massimo Lavagnini (1995)

### Aiuto regista
- Erode il grande, regia di Arnaldo Genoino (1958)

### Regista
- Gli avventurieri dei tropici (1960)
- Jim il primo (1964)
- Uno straniero a Sacramento (1965)
- MMM 83 - Missione morte molo 83 (1966)
- Surcouf, l'eroe dei sette mari, co-regia con Roy Rowland (1966)
- Il grande colpo di Surcouf (1966)
- El Cisco (1966)
- Una colt in pugno al diavolo (1967)
- Silvia e l'amore (1968)
- Le 10 meraviglie dell'amore (1968)
- Nelle pieghe della carne (1970)
- Io Cristiana studentessa degli scandali (1971)
- Cristiana monaca indemoniata (1972)
- La cognatina (1975)
- Il compromesso... erotico (1976)
- Taxi Love, servizio per signora (1976)
- La sposina (1976) (sceneggiatore)
- Porco mondo (1978) (sceneggiatore)
- Daniela mini-slip (1979)
- La trombata (conosciuto anche come Intrigo a Delfi), co-regia con Soulis Georgiades, 1979)
- La mondana nuda (1980)
- Apocalipsis sexual (1982)
- Corri come il vento, Kiko (1982) (montatore e sceneggiatore)
- Diamond Connection (1982)
- La doppia bocca di Erika (1983)
- Joy (1983)
- Tentazione (1987)
- Blood Delirium (Delirio di sangue) (1988)
- Malizia oggi (1990)

### Sceneggiatore
- Gli avventurieri dei Tropici, regia di Sergio Bergonzelli (1960)
- Uno straniero a Sacramento, regia di Sergio Bergonzelli (1965)
- MMM 83 - Missione morte molo 83, regia di Sergio Bergonzelli (1966)
- El Cisco, regia di Sergio Bergonzelli (1966)
- Una colt in pugno al diavolo, regia di Sergio Bergonzelli (1967)
- Silvia e l'amore, regia di Sergio Bergonzelli (1968)
- Le 10 meraviglie dell'amore, regia di Sergio Bergonzelli (1968)
- I disperati di Cuba (1969)
- Nelle pieghe della carne, regia di Sergio Bergonzelli (1970)
- Io Cristiana studentessa degli scandali, regia di Sergio Bergonzelli (1971)
- Su le mani, cadavere! Sei in arresto, regia di León Klimovsky (1971)
- Cristiana monaca indemoniata, regia di Sergio Bergonzelli (1973)
- Taxi Love, servizio per signora, regia di Sergio Bergonzelli (1976)
- La sposina, regia di Sergio Bergonzelli (1976)
- Il compromesso... erotico, regia di Sergio Bergonzelli (1976)
- Porco mondo, regia di Sergio Bergonzelli (1978)
- Corri come il vento, Kiko, regia di Sergio Bergonzelli (1982)
- Joy, regia  di Sergio Bergonzelli (1983)
- Tentazione, regia di Sergio Bergonzelli (1987)
- Malizia oggi, regia di Sergio Bergonzelli (1990)

### Montatore
- Nelle pieghe della carne, regia di Sergio Bergonzelli (1970)
- Io Cristiana studentessa degli scandali (1971)
- Corri come il vento, Kiko, regia di Sergio Bergonzelli (1982)
- Tentazione regia di Sergio Bergonzelli (1987)